# 漕宝路駅
漕宝路駅（そうほうろ-えき）は、中華人民共和国上海市徐匯区漕宝路にある上海軌道交通1号線と12号線の駅である。

## 駅構造
島式ホーム1面2線を有する地下駅。ホームドアは設置されているが、後から設置されたものである。

## 歴史
- 1993年5月28日 - 1号線の駅が開業。
- 2015年12月19日 - 12号線の駅が開業。

## 隣の駅
上海軌道交通（上海地下鉄）
■1号線
上海南站駅 - 漕宝路駅 - 上海体育館駅
■12号線
桂林公園駅 - 漕宝路駅 - 龍漕路駅